# Петрівцівська сільська рада
Петрівцівська сільська рада — колишній орган місцевого самоврядування у Миргородському районі Полтавської області з центром у селі Петрівці.

## Населені пункти
Сільраді були підпорядковані населені пункти:
- c. Петрівці
- с. Кузьменки

## Пам'ятки
На території сільської ради розташована частина (54,4 га) ландшафтного заказника місцевого значення «Ярмаківський».